# Alphonse Ilunga
Alphonse Ilunga ou Ilunga Dibwe Luakamanyabo (nascido em 25 de dezembro de 1931) é um político quinxassa-congolês.

## Biografia
Alphonse Ilunga nasceu no dia em 25 de dezembro de 1931 em Chicapa, Cassai, Congo Belga, no clã cataua do lulua. Mais tarde trabalhou como balconista da cervejaria Kasai. Em 1958 ele foi eleito para o conselho comunal de Ndesha e posteriormente nomeado para o conselho da cidade de Luluaburgo. Suas relações familiares com o chefe costumeiro Kalamba Mangole contribuíram para o seu sucesso político. Participou da Conferência Mesa-Redonda Belgo-Congolesa, de janeiro a fevereiro de 1960, como delegado do Partido Nacional do Progresso.
Ilunga serviu como o primeiro ministro quinxassa-congolês de obras públicas sob o primeiro-ministro Patrice Lumumba. Após a demissão do governo de Lumumba em setembro, ele foi nomeado Ministro de Arte, Cultura e Desportos sob Joseph Iléo. Em fevereiro de 1961, ele retornou ao cargo de Ministro de Obras Públicas. Ilunga manteve o cargo sob o primeiro-ministro Cyrille Adoula até julho de 1962, quando Adoula reformulou o seu governo e fez dele o Ministro das Comunicações e Transportes. Em junho de 1964 ele foi eleito para o comité de direcção do braço de imprensa e propaganda do partido Reunião dos Democratas e Nacionalistas Congoleses (RADECO). O seu serviço no governo terminou em 9 de julho. Em 1965 ele foi eleito para o Senado. Após a tomada de poder de Joseph-Désiré Mobutu no final daquele ano, Ilunga conseguiu manter posições no governo devido à influência de Kalamba e do seu tio Bakole wa Ilunga, arcebispo de Kananga. Ele voltou ao seu papel como Ministro de Obras Públicas em 16 de agosto de 1968, servindo até 31 de julho de 1969. Em 1970, ele foi eleito deputado nacional.